# 稽山街道
稽山街道，中国浙江省绍兴市越城区下辖的一个街道。

## 辖区
该街道辖有：
鹤池社区、鹤东社区、渡东社区、东方社区、阳光社区、美东社区、森海社区、秀水社区、永丰居委会、禹陵居委会、稽山居委会、大众居委会、望仙桥居委会、九缸居委会、六房居委会、大二房居委会、龙舌嘴居委会、灯塔居委会、江沿金居委会、金星居委会、永胜居委会、丁斗弄居委会、涂山居委会、姜梁居委会、黄墩头居委会、外汇头居委会、凌家山居委会、新港居委会、西畈社区、苗山社区、江口岭居委会、越新社区、